# Italienische Nationalbibliotheken
Unter dem Begriff italienische Nationalbibliotheken werden die beiden zentralen Nationalbibliotheken Italiens in Florenz und Rom sowie sieben weitere Bibliotheken subsumiert, die die Bezeichnung „Nationalbibliothek“ führen.

## Liste der italienischen Nationalbibliotheken
- Biblioteca Nazionale Centrale di Firenze, Florenz (gegr. 1714)
- Biblioteca Nazionale Centrale di Roma, Rom (gegr. 1875)
- Biblioteca Nazionale Marciana, Venedig (gegr. 1468)
- Biblioteca Nazionale Universitaria di Torino, Turin (gegr. 1720)
- Biblioteca Nazionale Braidense, Mailand (gegr. 1770)
- Biblioteca Nazionale di Napoli, Neapel (gegr. 1784)
- Biblioteca Nazionale Sagarriga Visconti Volpi, Bari (gegr. 1865, seit 1958 Nationalbibliothek)
- Biblioteca Nazionale di Potenza, Potenza (gegr. 1980 als Außenstelle der Nationalbibliothek Neapel)
- Biblioteca Nazionale di Cosenza, Cosenza (gegr. 1985 als Außenstelle der Nationalbibliothek Neapel)

Darüber hinaus gibt es mehrere „Staatliche Bibliotheken“, die in einigen Fällen auch die Rolle einer Universitätsbibliothek haben. Bekannte staatliche Bibliotheken sind die Biblioteca Reale in Turin, die Biblioteca Medicea Laurenziana in Florenz, die Biblioteca Universitaria Alessandrina in Rom und die Biblioteca dei Girolamini in Neapel. Manche dieser staatlichen Bibliotheken stehen in ihrer historischen Bedeutung den Nationalbibliotheken nicht nach.
Die 1782 in Palermo gegründete königliche Bibliothek erhielt Ende 1860 die Bezeichnung Nationalbibliothek. Im Jahr 1977 wurde aus ihr die Biblioteca Centrale della Regione Siciliana, also die zentrale Bibliothek der Autonomen Region Sizilien. Sie ist nach der Nationalbibliothek Neapel die zweitgrößte Bibliothek Süditaliens.
Die Nationalbibliotheken und die sonstigen staatlichen Bibliotheken unterstehen dem Kulturministerium, entweder unmittelbar, oder über dessen periphere Organisation.

## Geschichte

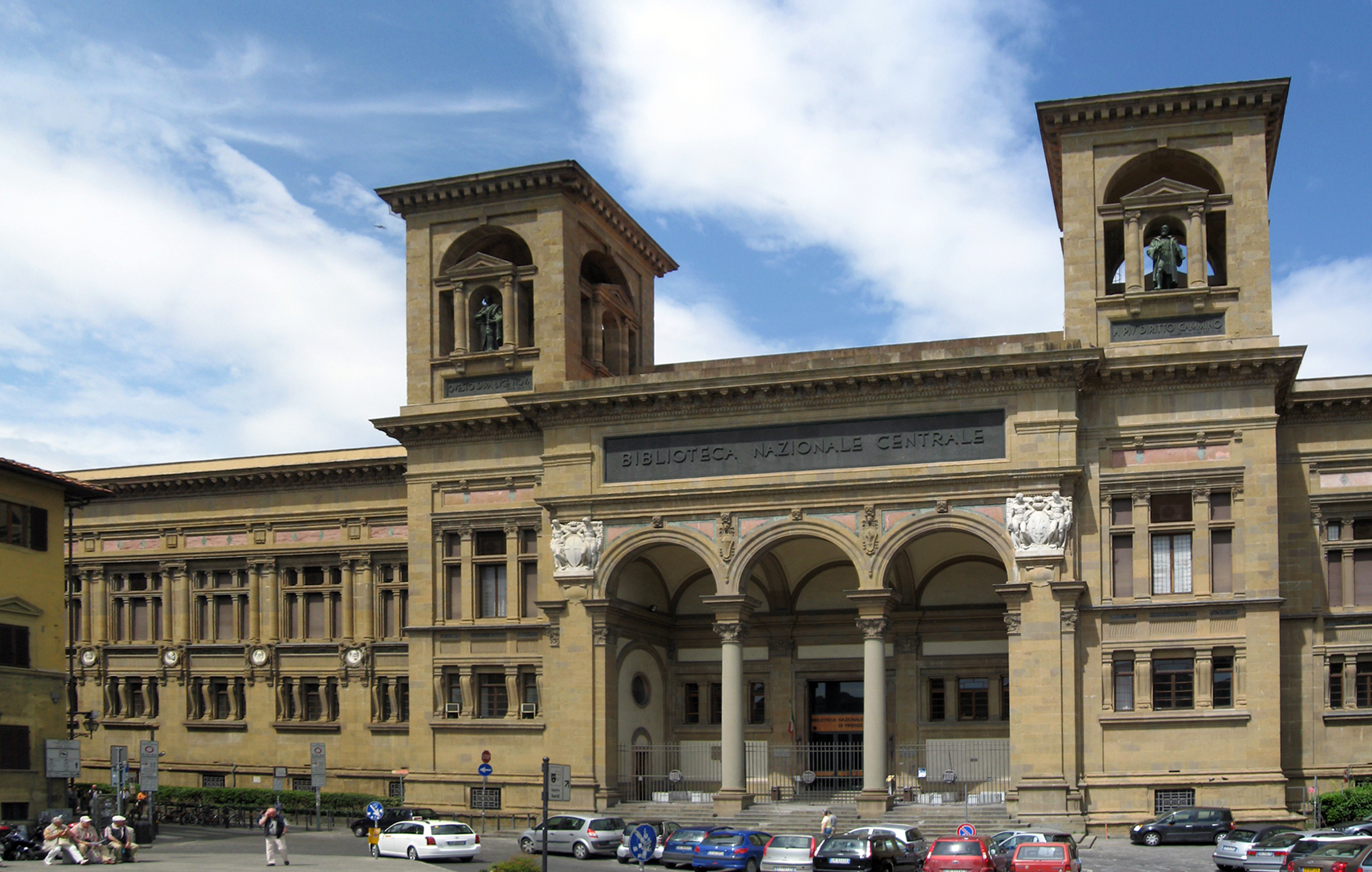
Zentrale Nationalbibliothek Florenz

Bis zur Mitte des 19. Jahrhunderts war die Geschichte der italienischen Bibliotheken wegweisend, aber wenig stringent. Gab es im Mittelalter vorrangig klösterliche und private Bibliotheken, erlebte das öffentliche Bibliothekswesen in der frühen Neuzeit seine Blüte.
Im Gegensatz zur Antike, in der Rom und der Süden geistiges, kulturelles und politisches Zentrum waren, fungierte Nord- und Mittelitalien als Mittelpunkt der Entwicklung, was sowohl sozioökonomische als auch kulturelle Gründe hatte, denn die großen Gelehrten
des 14. und 15. Jahrhunderts hatten in Nord- und Mittelitalien ihre Wurzeln. Die erste öffentliche Bibliothek der Welt wurde 1441 in Florenz gegründet (Medica Pubblica). Danach folgten zahlreiche Bibliotheksneugründungen und -bauten in ganz Italien. Die Hochzeit der Universitätsbibliotheken folgte im 17. Jahrhundert.
Diese vorbildhafte Entwicklung wurde durch politische Ereignisse gegen Ende des 18. Jahrhunderts unterbrochen. Während der Französischen Revolution und dem Italienfeldzug Napoleons wurden Bibliotheken geplündert und altes Schrifttum zerstört oder beschlagnahmt. 1861 entstand im Risorgimento aus dem Königreich Sardinien-Piemont das Königreich Italien, erst mit
Turin, dann mit Florenz als Hauptstadt. Dieser Umstand sorgte dafür, dass in Florenz die erste Nationalbibliothek des italienischen Königreichs gegründet wurde.
Der damalige Bestand der florentinischen Nationalbibliothek setzte sich aus dem zweier wichtiger Bibliotheken zusammen: dem der Biblioteca Magliabechiana, einer zu dieser Zeit öffentlichen Bibliothek in Florenz, der der Bibliothekar und Büchersammler Antonio Magliabechi 1714 seine private Büchersammlung von 30.000 Bänden vermachte; und dem der Biblioteca Palatina, der Bibliothek des Palazzo Pitti (90.000 Bände). Des Weiteren kamen Schriften aus Sammlungen unterschiedlicher privater und Klosterbibliotheken dazu.
Das Königreich Italien wurde in den folgenden Jahren um einige Territorien erweitert, u. a. den Kirchenstaat, weswegen Rom 1870 endgültig zur Hauptstadt Italiens erklärt und damit 1873 eine weitere Nationalbibliothek in Rom eingerichtet wurde, um dem neuen Staat eine Nationalbibliothek zu geben, die dem Vergleich mit den größten Europas bestehen können sollte. Deren Bestand setzte sich aus Schriften verschiedener Klosterbibliotheken und denen der Bibliotheca Maior oder Bibliotheca Secreta der Jesuiten (45.000 Bände) zusammen.
Mit der politischen Einheit sollte auch das Bibliothekswesen zentralisiert und das reiche kulturelle Erbe Italiens geordnet und zentral verwaltet werden. Die erste gesamtitalienische Bibliotheksordnung wurde schon 1869 auf den Weg gebracht und in zwei Stufen (1876, 1885) vervollständigt. Es ordnete die beiden Nationalbibliotheken in Rom und Florenz den autonomen Bibliotheken zu. Außerdem erhielten sie, unter der Prämisse, die wichtigsten Büchersammlungen des Landes zu besitzen, Vorrangstellungen unter den Bibliotheken, mehr finanzielle Zuwendungen und 1885 zusätzlich zu ihrer schon bestehenden Bezeichnung Biblioteca Nazionale den Zusatz Centrale, womit eindeutig festgeschrieben war, dass sich die Nationalbibliotheken in Rom und Florenz fortan zusammen denjenigen Aufgaben widmeten, die eine Nationalbibliothek innehat.
Die späte nationalstaatliche Einigung Italiens wirkte sich auch auf das Bibliothekswesen aus: Die erste für ganz Italien geltende Bibliotheksordnung von 1869 sprach den 13 größten und für Italien wichtigsten Bibliotheken überregionale Bedeutung zu, sieben von ihnen erhielten nacheinander die Bezeichnung Biblioteca Nazionale (Palermo, Florenz, Neapel, Venedig, Turin, Rom, Mailand), denn damit sollten die kulturelle Bedeutung und Kontinuität der ehemaligen Territorialstaaten anerkannt und gleichzeitig übertriebene autonomistische Tendenzen entschärft werden.